# Le Tombeau hindou (film, 1938)
Pour les articles homonymes, voir Le Tombeau hindou.
Pour plus de détails, voir Fiche technique et Distribution.
Le Tombeau hindou (titre original : Das indische Grabmal) est un film de 1938 réalisé par Richard Eichberg en allemand et en version française. C'est le second volet d'un diptyque qui débute par Le Tigre du Bengale.

## Synopsis
La suite du film Le Tigre du Bengale, Sitha et Sasha sont pourchassé à travers le monde par les hommes du Maharaja avec Irene Traven et le prince Ramigani. Pendant ce temps, en Inde Fürbringer, Emil Sperling et sa femme Lotte Sperling travaillent sur les projets de construction du Tombeau du Maharaja. À Bombay, Ramigani parvient à retrouver Sitha dans un vaudeville de second ordre. Avant cela, cependant, Sitha contacte Irene Traven mais avant qu'ils ne puissent elle est kidnappée par le prince Ramigani. Alors que le Maharaja se rend à Eschnapur avec son entourage et qu’Irène montre son pays, Ramigani forge une révolte avec d’autres nobles du pays dans le but que Ramigani lui-même devienne Maharaja. Sitha est emmenée dans un château de montagne isolé mais Myrrha, la servante de Sitha, parvient à faire entrer clandestinement Irène dans le château de montagne lourdement gardé. Quand Irène demande miséricorde au Maharaja pour Sitha, il refuse. Alors que Ramigani planifie le meurtre de Chandra lors d’une fête, il fait capturer Irene Traven et Fürbringer. Emil Sperling échappe déguisée en femme indienne et libère Fürbringer et Irene avec l’aide de Sascha Demidoff. Pour le festival, Ramigani force Sitha à danser. Quand elle s’approche du Maharaja dans sa danse et avertit de l’attaque de Ramigani, elle est abattue. Le déclenchement de la révolte est également écrasé et Ramigani meurt en fuyant son juste châtiment. 
Le Maharaja demande ensuite aux architectes de rester dans son palais afin de compléter le tombeau pour Sitha.

## Fiche technique
- Titre original : Das indische Grabmal
- Titre français : Le Tombeau hindou
- Réalisateur : Richard Eichberg
- Scénario : Richard Eichberg, Hans Klaehr et Arthur Pohl d'après une nouvelle de Thea von Harbou
- Dialogues : Jean Bommart (fr)
- Décors : Alfred Bütow et Willi Herrmann (fr+de)
- Montage : Jean Feyte (fr) et Willy Zeyn (de)
- Musique : Harald Böhmelt (fr+de)
- Photographie :
  - Intérieurs : Ewald Daub
  - Extérieurs en Inde : W. Meyer-Bergelt, Hans Schneeberger et H. O. Schulze
- Production : Richard Eichberg-Film GmbH
- Pays de production :  Reich allemand
- Langue : allemand et version en français
- Genre : Drame et aventure
- Durée : 94 minutes
- Date de sortie :
  - France - 23 mars 1938
- Affiche : Jacques Bonneaud (France)

## Distribution
| - Frits van Dongen : Chandra - La Jana : Indira alias Sitha, danseuse indienne - Alexander Golling : Prince Ramigani - Gustav Diessl : Sascha Demidoff, alias Herr Kurtzow, ingénieur - Hans Stüwe : Peter Fürbringer, architecte - Kitty Jantzen : Irene Traven - Theo Lingen : Emil Sperling - Gisela Schlüter : Lotte Sperling, son épouse - Karl Haubenreißer : Gopal - Olaf Bach : Sadhu, Radjah - Jutta Jol : invitée d'Irene Traven | - Alice Field : Sitha - Max Michel : Prince Chandra d'Eschnapur - Roger Karl : Prince Ramigani - Pola Illéry : Myrrha - Pierre Etchepare : Docteur Johnson - Roger Duchesne : Pierre Morin - Marc Valbel : Sacha Gregorieff - André Burgère : Fédor Borodine - Harry Frank : Michel Borodine - Ernest Ferny : Sadhu - Claude May : Irène Sorbier - Gaby Basset : Mme. Morin - Kitty Jantzen - Daniel Mendaille - René Ferté - Guy Sloux |